# Jimmy Urine

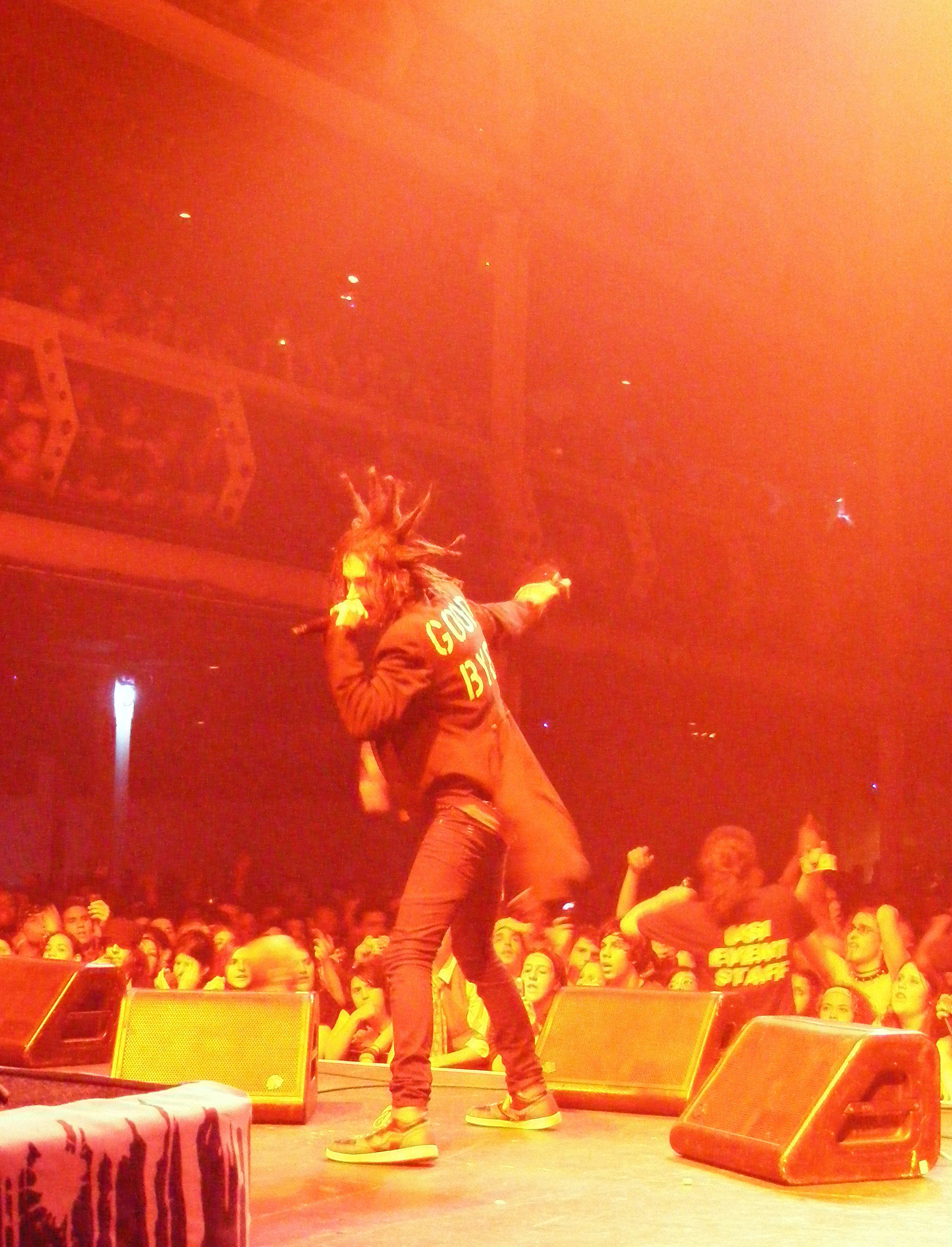
Jimmy Urine en vivo el 27 de junio de 2008.

James Euringer (7 de septiembre de 1969) conocido profesionalmente como Jimmy Urine, es el vocalista principal y encargado de las programaciones en el ámbito electrónico del grupo de shock rock/electrónica Mindless Self Indulgence.

## Proyectos paralelos

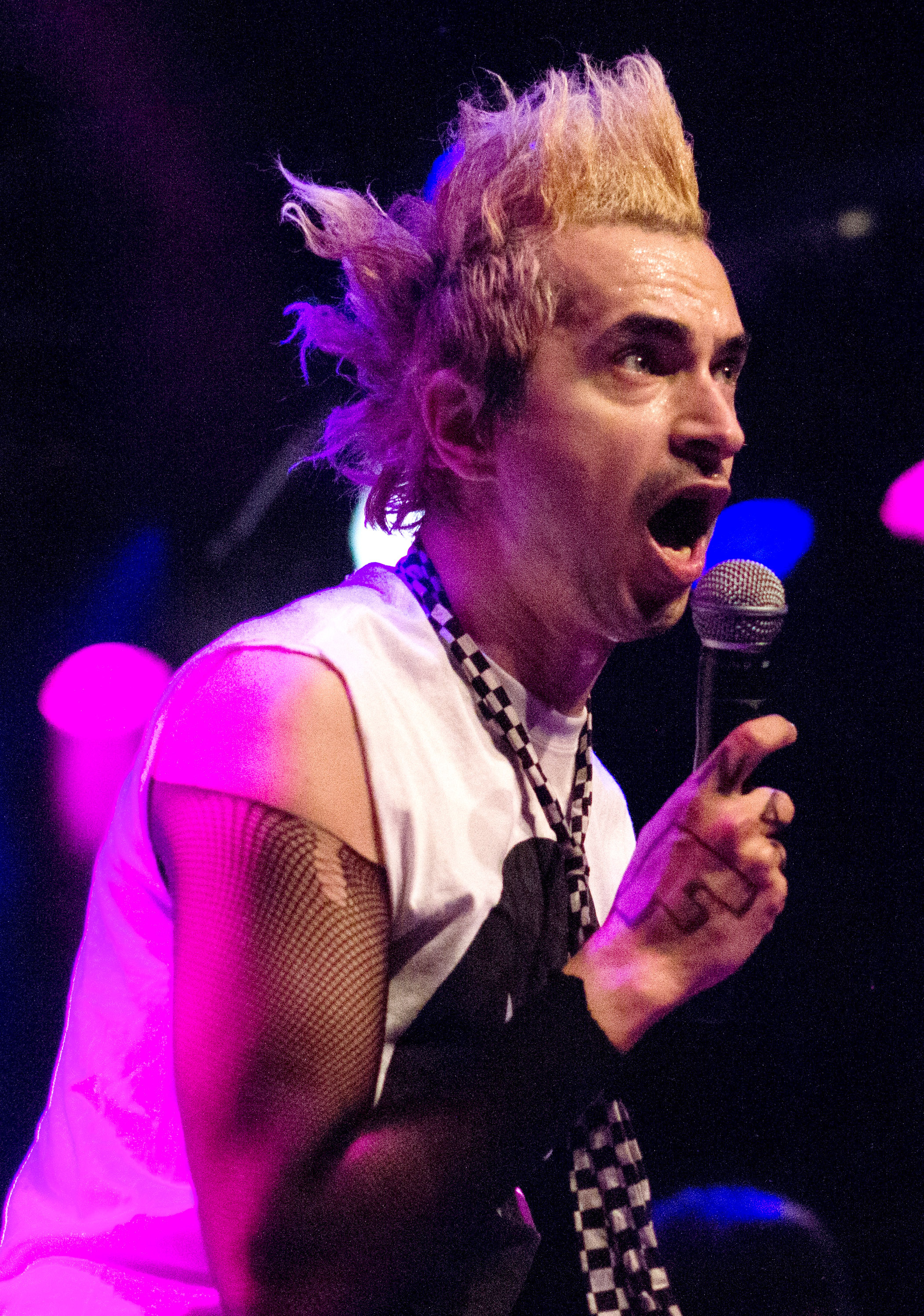
Mindless Self Indulgence

Previamente a Mindless Self Indulgence, junto con la colaboración de su hermano Markus lanzaron el álbum solista titulado "Mindless Self-Indulgence". Markus y Jimmy se convirtieron en los miembros fundadores de MSI, hallando muy pronto a Steve, Righ?, Kitty y Vanessa YT. Más tarde Lyn-Z se unió a la banda en el año 2000. Markus lanzó un segundo álbum denominado Crappy Little Demo con su hermano menor antes de abandonar la banda. Urine también llevó a cabo un proyecto paralelo junto a su compañero de Mindless Self Indulgence Steve, Righ?. Crearon un álbum de 39 pistas con el título The Left Rights. Su segundo álbum fue titulado Bad Choices Made Easy.
Urine es un compositor para el videojuego Lollipop Chainsaw en el cual además aporta la voz para un personaje llamado Zed.

## Remixes
Jimmy Urine ha realizado remixes para Deep Forest, KoRn, Serj Tankian, Insane in the Brain, y Serart. Es reconocido por reestructurar completamente las canciones además de agregar sus propias partes vocales. También produjo la versión original de "Revolution" por Aimee Allen.

## Filme
Urine le dio voz a The Body, el personaje del filme animado Heart String Marionette del cineasta independiente M Dot Strange. También tuvo participación como personaje en la película Guardianes de la galaxia vol. 2.

## Vida privada
El 18 de enero de 2008 contrajo matrimonio con la vocalista de Morningwood, Chantal Claret. La pareja fundó una compañía de ropa juntos, llamada Tour Crush, nombrada desde un apodo cariñoso que tienen uno por el otro a causa de haberse conocido mientras ambos estaban de gira.